# Dominion Lake (Labrador)
Der Dominion Lake (Innu-Name: Nipissu) ist ein See in der kanadischen Provinz Neufundland und Labrador.

## Lage
Der Dominion Lake befindet sich in Labrador. Der 350 m hoch gelegene See befindet sich 115 km südwestlich der Kleinstadt Happy Valley-Goose Bay im zentralen Südosten der Labrador-Halbinsel. Der See besitzt eine Wasserfläche von 53,5 km². Er misst in SO-NW-Richtung 31 km. Die maximale Breite beträgt 3,4 km. Am Nordostufer des Sees, am Ausfluss aus dem See, befindet sich eine Messstelle (⊙), welche die Wasserqualität überwacht. Der namenlose Abfluss fließt 24 km in nördlicher Richtung und mündet in den Churchill River, 16,5 km oberhalb der Einmündung des Minipi River. Das Einzugsgebiet des Dominion Lake umfasst 548,5 km². Es grenzt im Süden an das des Little Mecatina River sowie im Osten an das des Minipi River. Niedrig wachsender subarktischer Wald bildet die typische Vegetation im Einzugsgebiet. Der abgelegene See liegt fernab von Straßen. Die Messeinrichtung am Ausfluss wird per Hubschrauber angeflogen.

## Tierwelt
Im Dominion Lake kommen vermutlich folgende Fischarten vor: Heringsmaräne, Dreistachliger und Neunstachliger Stichling, Bachsaibling, Amerikanischer Seesaibling, Hecht und Arktischer Stint sowie die Saugkarpfen-Arten Catostomus catostomus (longnose sucker) und Catostomus commersonii (white sucker). Die Muskrat Falls am Churchill River verhindern eine Fischwanderung anadromer Lachse in den See. Biber, Bisamratte, Amerikanische Wasserspitzmaus und Nordamerikanischer Fischotter sind typische Wasserbewohner. Die Region wird im Frühjahr und im Sommer von verschiedenen Vogelarten zum Brüten und zur Aufzucht der Jungen genutzt. In den Feuchtgebieten halten sich häufig folgende Vogelarten auf: Großer Gelbschenkel, Euphagus carolinus, ein Vertreter der Stärlinge, Wilsonbekassine und Lincoln-Ammer. Vögel, die sich auf dem offenen Wasser aufhalten, sind: Dunkelente, Eistaucher, Schellente, Gänsesäger, Gürtelfischer und Drosseluferläufer.